# Perigrapha unimaculata
Perigrapha unimaculata là một loài bướm đêm trong họ Noctuidae.